# Världsmästerskapen i brottning 2024
Världsmästerskapen i brottning 2024 hölls mellan den 28 och 31 oktober 2024 i Tirana i Albanien. Tävlingen arrangerades av Internationella brottningsförbundet och hölls i Parku Olimpik Tirana.
Mästerskapet bestod endast av tävlingar i viktklasser som inte fanns med i olympiska sommarspelen 2024 i Paris.

## Medaljörer

### Herrarnas fristil
| Gren  | Guld                                                    | Silver                                              | Brons                                              |
| 61 kg | Masanosuke Ono · Japan                                  | Ahmet Duman · Turkiet                               | Tseveensürengiin Tsogbadrakh · Mongoliet           |
| 61 kg | Masanosuke Ono · Japan                                  | Ahmet Duman · Turkiet                               | Vito Arujau · USA                                  |
| 70 kg | Nurkozja Kajpanov · Kazakstan                           | Yoshinosuke Aoyagi · Japan                          | Inalbek Sjerijev · Individuella neutrala idrottare |
| 70 kg | Nurkozja Kajpanov · Kazakstan                           | Yoshinosuke Aoyagi · Japan                          | Abdulmazhid Kudiev · Tadzjikistan                  |
| 79 kg | Avtandil Kentjadze · Georgien                           | Magomed Magomajev · Individuella neutrala idrottare | Mohammad Nokhodi · Iran                            |
| 79 kg | Avtandil Kentjadze · Georgien                           | Magomed Magomajev · Individuella neutrala idrottare | Achsarbek Gulajev · Slovakien                      |
| 92 kg | Abdulrasjid Sadulajev · Individuella neutrala idrottare | Miriani Maisuradze · Georgien                       | David Taylor · USA                                 |
| 92 kg | Abdulrasjid Sadulajev · Individuella neutrala idrottare | Miriani Maisuradze · Georgien                       | Batyrbek Tsakulov · Slovakien                      |

### Herrarnas grekisk-romersk stil
| Gren  | Guld                          | Silver                           | Brons                                              |
| 55 kg | Eldäniz Äzizli · Azerbajdzjan | Pouya Dadmarz · Iran             | Denis Mihai · Rumänien                             |
| 55 kg | Eldäniz Äzizli · Azerbajdzjan | Pouya Dadmarz · Iran             | Emin Sefersjajev · Individuella neutrala idrottare |
| 63 kg | Nihat Mämmädli · Azerbajdzjan | Yerzhet Zharlykassyn · Kazakstan | Karen Aslanjan · Armenien                          |
| 63 kg | Nihat Mämmädli · Azerbajdzjan | Yerzhet Zharlykassyn · Kazakstan | Sadyk Lalajev · Individuella neutrala idrottare    |
| 72 kg | Ülvü Qänizadä · Azerbajdzjan  | Ibrahim Ghanem · Frankrike       | Ali Arsalan · Serbien                              |
| 72 kg | Ülvü Qänizadä · Azerbajdzjan  | Ibrahim Ghanem · Frankrike       | Otar Abuladze · Georgien                           |
| 82 kg | Mohammad Ali Geraei · Iran    | Erik Szilvássy · Ungern          | Ahmet Yılmaz · Turkiet                             |
| 82 kg | Mohammad Ali Geraei · Iran    | Erik Szilvássy · Ungern          | Gela Bolkvadze · Georgien                          |

### Damernas fristil
| Gren  | Guld                 | Silver                              | Brons                                              |
| 55 kg | Moe Kiyooka · Japan  | Zhang Jin · Kina                    | Tatiana Debien · Frankrike                         |
| 55 kg | Moe Kiyooka · Japan  | Zhang Jin · Kina                    | Iryna Kuratjkina · Individuella neutrala idrottare |
| 59 kg | Risako Kinjo · Japan | Sükheegiin Tserenchimed · Mongoliet | Mansi Ahlawat · Indien                             |
| 59 kg | Risako Kinjo · Japan | Sükheegiin Tserenchimed · Mongoliet | Elena Brugger · Tyskland                           |
| 65 kg | Long Jia · Kina      | Kateryna Zelenykh · Rumänien        | Macey Kilty · USA                                  |
| 65 kg | Long Jia · Kina      | Kateryna Zelenykh · Rumänien        | Miwa Morikawa · Japan                              |
| 72 kg | Ami Ishii · Japan    | Zhamila Bakbergenova · Kazakstan    | Adéla Hanzlíčková · Tjeckien                       |
| 72 kg | Ami Ishii · Japan    | Zhamila Bakbergenova · Kazakstan    | Kylie Welker · USA                                 |

## Medaljtabell
*   Värdland ( Albanien)
| Nr                   | Nation                          | Guld | Silver | Brons | Totalt |
| -------------------- | ------------------------------- | ---- | ------ | ----- | ------ |
| 1                    | Japan                           | 4    | 1      | 1     | 6      |
| 2                    | Azerbajdzjan                    | 3    | 0      | 0     | 3      |
| 3                    | Kazakstan                       | 1    | 2      | 0     | 3      |
| –                    | Individuella neutrala idrottare | 1    | 1      | 4     | 6      |
| 4                    | Georgien                        | 1    | 1      | 2     | 4      |
| 5                    | Iran                            | 1    | 1      | 1     | 3      |
| 6                    | Kina                            | 1    | 1      | 0     | 2      |
| 7                    | Frankrike                       | 0    | 1      | 1     | 2      |
| 7                    | Mongoliet                       | 0    | 1      | 1     | 2      |
| 7                    | Rumänien                        | 0    | 1      | 1     | 2      |
| 7                    | Turkiet                         | 0    | 1      | 1     | 2      |
| 11                   | Ungern                          | 0    | 1      | 0     | 1      |
| 12                   | USA                             | 0    | 0      | 4     | 4      |
| 13                   | Slovakien                       | 0    | 0      | 2     | 2      |
| 14                   | Armenien                        | 0    | 0      | 1     | 1      |
| 14                   | Indien                          | 0    | 0      | 1     | 1      |
| 14                   | Serbien                         | 0    | 0      | 1     | 1      |
| 14                   | Tadzjikistan                    | 0    | 0      | 1     | 1      |
| 14                   | Tjeckien                        | 0    | 0      | 1     | 1      |
| 14                   | Tyskland                        | 0    | 0      | 1     | 1      |
| Totalt (19 nationer) | Totalt (19 nationer)            | 12   | 12     | 24    | 48     |

## Lagranking
| Rank | Herrarnas fristil | Herrarnas fristil | Herrarnas grekisk-romersk stil | Herrarnas grekisk-romersk stil | Damernas fristil            | Damernas fristil |
| Rank | Lag               | Poäng             | Lag                            | Poäng                          | Lag                         | Poäng            |
| ---- | ----------------- | ----------------- | ------------------------------ | ------------------------------ | --------------------------- | ---------------- |
| 1    | Georgien          | 55                | Azerbajdzjan                   | 85                             | Japan                       | 90               |
| 2    | Japan             | 55                | Iran                           | 51                             | Kina                        | 53               |
| 3    | Iran              | 41                | Armenien                       | 35                             | USA                         | 40               |
| 4    | USA               | 34                | Georgien                       | 34                             | Mongoliet                   | 34               |
| 5    | Kazakstan         | 31                | Kazakstan                      | 28                             | Rumänien                    | 30               |
| 6    | Mongoliet         | 31                | Frankrike Ungern               | 20                             | Indien                      | 29               |
| 7    | Slovakien         | 30                | Frankrike Ungern               | 20                             | Kazakstan                   | 20               |
| 8    | Turkiet           | 20                | Kina                           | 20                             | Ukraina                     | 20               |
| 9    | Azerbajdzjan      | 18                | Turkiet                        | 17                             | Tjeckien Frankrike Tyskland | 15               |
| 10   | Tadzjikistan      | 15                | Rumänien Serbien               | 15                             | Tjeckien Frankrike Tyskland | 15               |